# Mario Massa (nageur)
Pour les articles homonymes, voir Massa.
Mario Massa (né le 29 mai 1892 à Nervi et mort le 16 février 1956 à Rome) est un nageur italien plusieurs fois champion d'Italie et ayant participé aux Jeux olympiques de 1908 à Londres, aux Jeux olympiques de 1912 à Stockholm et aux Jeux olympiques de 1920 à Anvers.

## Biographie

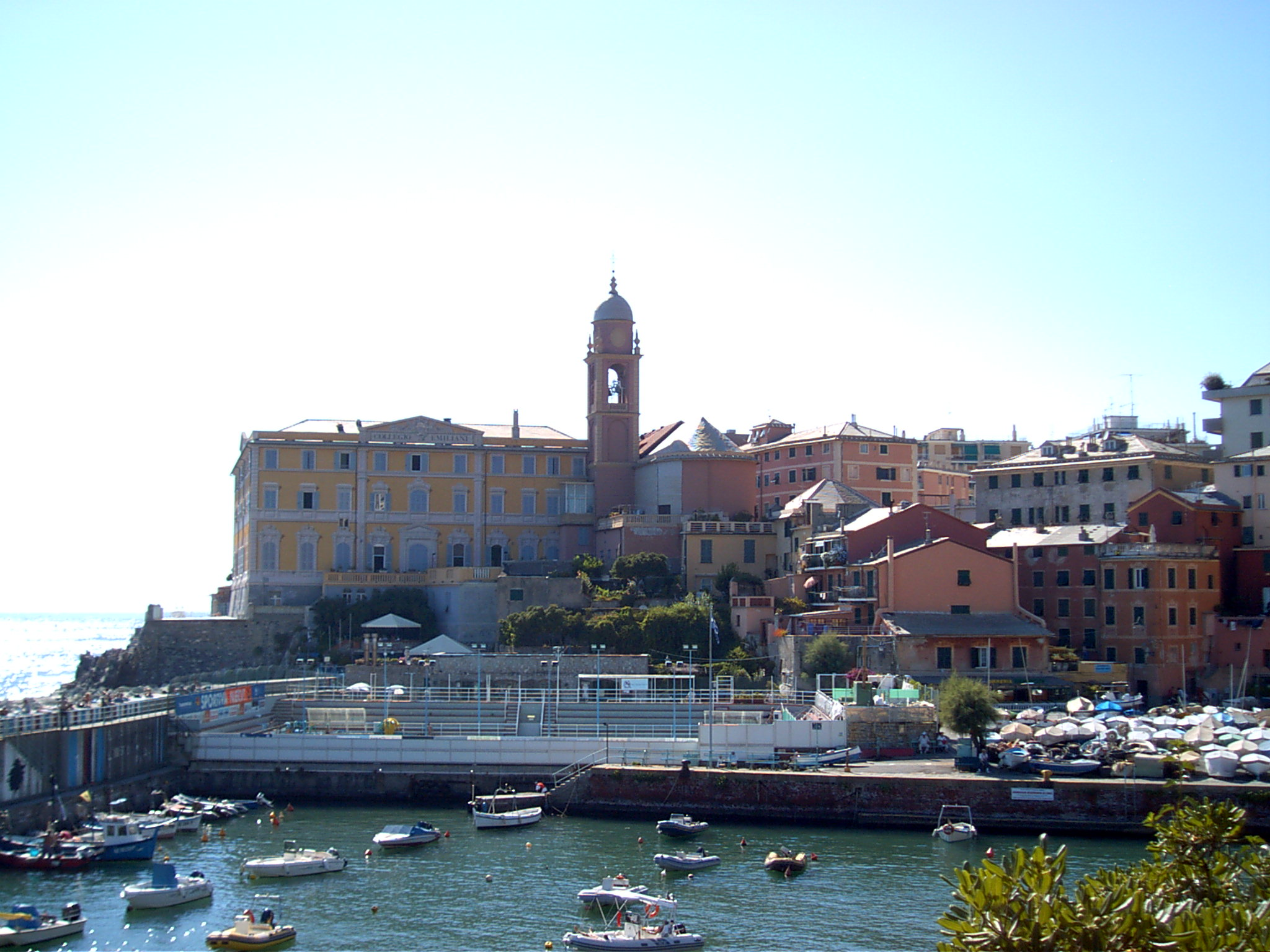
La piscine Mario Massa, à Nervi (avant sa rénovation).

Mario Massa remporte son premier titre national, sur le mile en 1907, à tout juste 15 ans. Au total, c'est 32 titres nationaux qu'il conquiert entre 1907 et 1921.
Il est membre de la première équipe italienne de natation aux Jeux olympiques, à Londres en 1908. Il est des délégations lors des Jeux suivants à Stockholm en 1912 puis Anvers en 1920.
À Londres, engagé sur le 400 mètres nage libre, il termine 3e de sa série, à cinquante mètres du premier, et n'est pas qualifié pour les demi-finales. Il déclare forfait pour le 1 500 mètres nage libre,.
À Stockholm, il s'engage sur toutes les courses (100, 400 et 1 500 mètres nage libre, 100 mètres dos ; 200 et 400 mètres brasse) mais ne nage finalement que les épreuves de nage libre. Au 100 mètres nage libre, il termine deuxième de sa série en 1 min 11 s 8. À cause d'une réorganisation de dernière minute du programme, il croit être qualifié pour la demi-finale et ne se rend pas au deuxième tour. Il est déclaré forfait. Cependant, la confusion règne aussi pour les autres nageurs. Les trois nageurs américains qualifiés à l'issue du deuxième tour (Kenneth Huszagh, Duke Kahanamoku et Perry McGillivray) ne se présentent pas aux demi-finales croyant être déjà qualifiés pour la finale. Les organisateurs décident d'organiser une « troisième » demi-finale pour eux et Mario Massa. Finalement, il abandonne durant la course,. Aux 400 et 1 500 mètres nage libre, il abandonne lors des séries,.
En novembre 1913, Mario Massa tente de se suicider d'une balle dans le cœur à côté de la gare de Nervi. Il est cependant sauvé in extremis. Il émigre en Argentine en 1914 où il poursuit sa carrière de nageur. Il revient dans son pays natal en 1917.
Aux Jeux olympiques d'Anvers, il s'arrête dès les séries sur le 100 mètres nage libre, avec un temps de 1 min 10 s 4. Le relais 4 × 200 mètres nage libre italien se classe 5e en finale après avoir réalisé 11 min 1 s 2 en demi-finale.
La piscine de sa ville natale porte son nom,.